# Best seller (singolo)
Best seller è un singolo del cantautore italiano Olly, in collaborazione con il cantautore italiano Alfa, pubblicato il 7 marzo 2019 dall'etichetta Room Studio.

## Descrizione
Il brano, scritto da entrambi gli artisti, è prodotto da Yanomi.

## Brano musicale
Il brano musicale è stato pubblicato il 7 aprile 2019 attraverso il canale YouTube di Olly.

## Tracce
Testi e musiche di Federico Olivieri e Andrea De Filippi.
1. Best seller – 3:54